# Leonardo D'Ascenzo
Leonardo D'Ascenzo (* 31. srpna 1961, Valmontone) je italský římskokatolický duchovní a arcibiskup Trani-Barletta-Bisceglie.

## Život

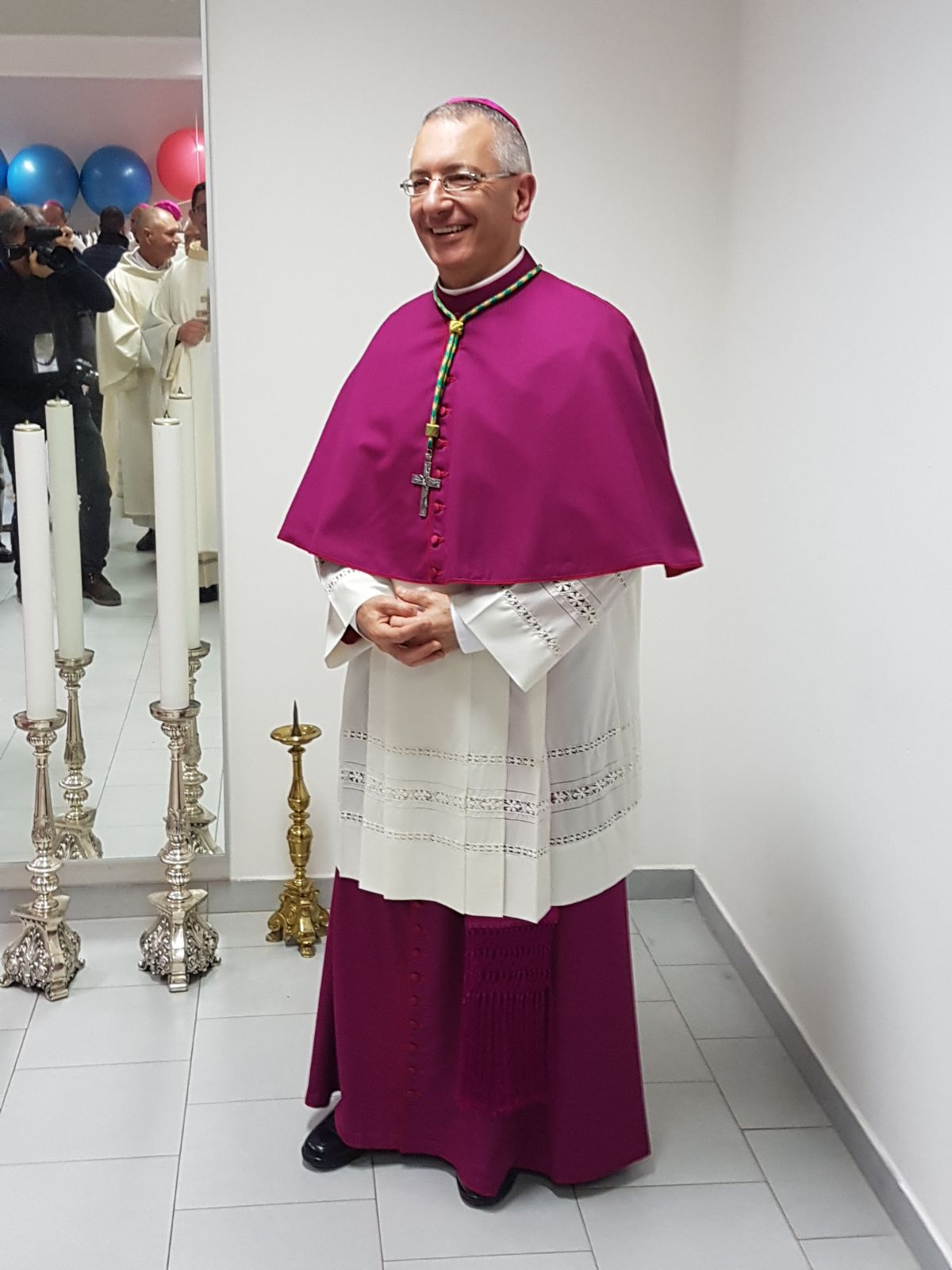
Leonardo D'Ascenzo v den svého biskupského svěcení

Narodil se 31. srpna 1961 ve Valmontone.
Vstoupil do kněžského semináře v Anagni. Získal licenciát z dogmatické teologie na Papežské univerzitě Gregoriana a později doktorát na Papežské fakultě Teresianum. Dne 5. července 1986 byl biskupem Martinem Gomierem vysvěcen na kněze a inkardinován do suburbikální diecéze Velletri-Segni. Stal se farním vikářem u Santa Maria v Segni, poté farářem u Santa Croce ad Artena a farním vikářem katedrály sv. Klementa ve Velletri.
Zástaval funkci spirituála, vicerektora a ředitele Leoniánského kněžského konviktu. Od července 2015 byl rektorem tohoto semináře. Dne 4. listopadu 2017 jej papež František jmenoval arcibiskupem Trani-Barletta-Bisceglie. Biskupské svěcení přijal 14. ledna následujícího roku z rukou biskupa Vincenza Apicelly a spolusvětiteli byli arcibiskup Francesco Cacucci a biskup Lorenzo Loppa.